# 堀田满
堀田满（日语：堀田 満，1935年—）是一个以研究天南星科植物而著名的日本植物学家。
1935年，堀田満出生于日本大阪。1960年，他毕业于大阪府立大学农业系。同年，他参加了京都大学举办的汤加与斐济考察。1963年至1964年间，堀田満与大阪市立大学的平野实教授在婆罗洲制作了大量植物标本。